# Bolbe
Bolbe (altgriechisch Βόλβη Bólbē) ist eine Najade oder Seegöttin der griechischen Mythologie.
Sie bewohnte den See Bolbe (heute Volvi-See) oder den See Κερκινίτις Kerkinítis (Espensee oder Ringelsee) am strymonischen Meerbusen in Makedonien bzw. Thrakien.
Wie bei anderen Seegöttern sind Bolbes Kinder Limnaden, Najaden die in Süßwasserseen leben. Laut Athenaios war sie die Mutter des Olynthos, den sie von Herakles empfing und dem sie in den Monaten Anthesterion und Elaphebolion Fischreichtum bescherte. Nach älterer Sage war Olynthos der Sohn des thrakischen Königs Strymon.